# Économie du bambou
L'économie du bambou est un secteur économique basé sur l'exploitation du bambou, par la transformation industrielle ou artisanale des tiges ligneuses (ou chaumes) de certaines espèces de bambous, par la récolte et la commercialisation de jeunes pousses comestibles, ou par la culture de bambous à diverses fins (culture d'agrément, défense des sols contre l'érosion, etc.). Pour des raisons climatiques, cette activité se développe en quasi-totalité dans des pays en voie de développement des zones climatiques tropicales et subtropicales. Les bambous, dont on connait plus de 75 genres et 1500 espèces, constituent le principal groupe de la famille des Poaceae (graminées). Près des deux tiers (65 %) de ces espèces sont originaires de l'Asie du Sud-Est, 32 % croissent en Amérique latine, et le reste en Afrique et en Océanie. En Amérique du Nord, il existe trois espèces de bambous indigènes, contre 440 en Amérique du Sud.
Les bambous sont les plantes utiles les plus universellement connues de l'humanité. À l'échelle mondiale, environ 2,5 milliards de personnes dépendent économiquement du bambou et plus d'un milliard vivent dans des maisons de bambou.
En 2006, la valeur du marché mondial du bambou était estimé à environ 7 milliards de dollars américains et devrait atteindre environ 17 milliards de dollars vers 2020.
Le commerce mondial des produits du bambou est constitué de meubles pour 33,3 %, suivi d'objets d'artisanat (y compris les stores) pour 32,1 %, de bambou transformé (panneaux, planches et parquets) pour 20,2 % et par des pousses de bambou (10,1 %).
On subdivise souvent le secteur des produits du bambou en trois sous-secteurs autonomes :
- Artisanat : caractérisé par un traitement manuel et une valeur ajoutée très élevée pour des volumes relativement faibles de bambou brut.
- Pousses de bambou : produit alimentaire agricole de grande valeur qui peut également être cultivé parallèlement à la production de tiges.
- Transformation industrielle : traitement semi-mécanisé ou mécanisé de grands volumes de tiges de bambou ; c'est un sous-secteur qui présente de bonnes perspectives de croissance. Ce sous-secteur peut à son tour être subdivisé en fonction du coût du traitement et de la qualité du matériau utilisé :
  - produits de valeur élevée (par ex. revêtements de sol, mobilier stratifié),
  - produits de valeur moyenne (par ex. baguettes, objets divers),
  - produits de faible valeur et traitement en vrac (par ex. charbon de bambou, papier et pâte)
  - chaumes non transformés (par ex. échafaudages et construction traditionnelle)[2].

Un autre secteur qui participe de l'économie du bambou est celui des bambous cultivées comme plantes ornementales dans les parcs et jardins, publics ou privés.

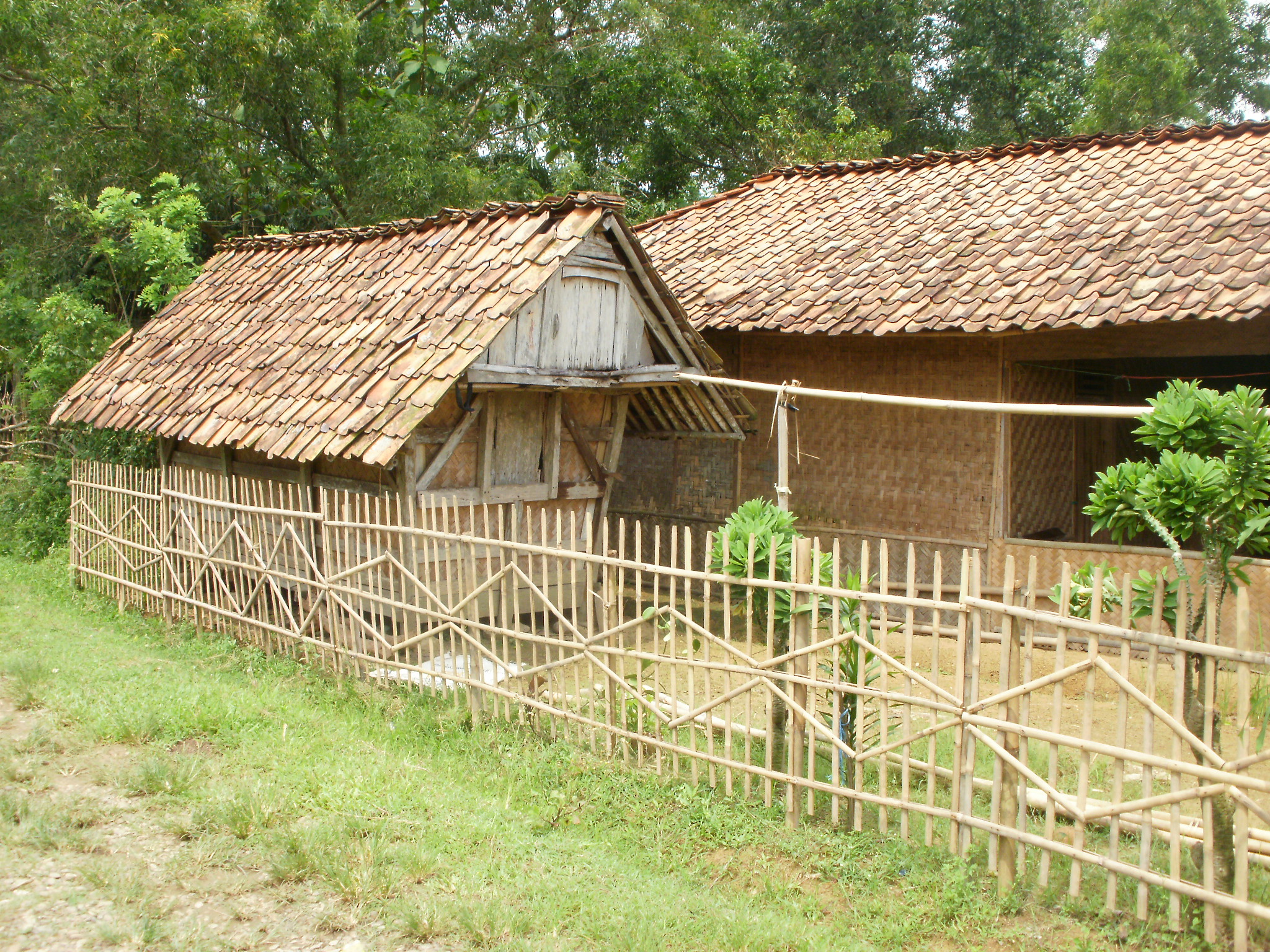
Maison en bambou, Java (Indonésie).
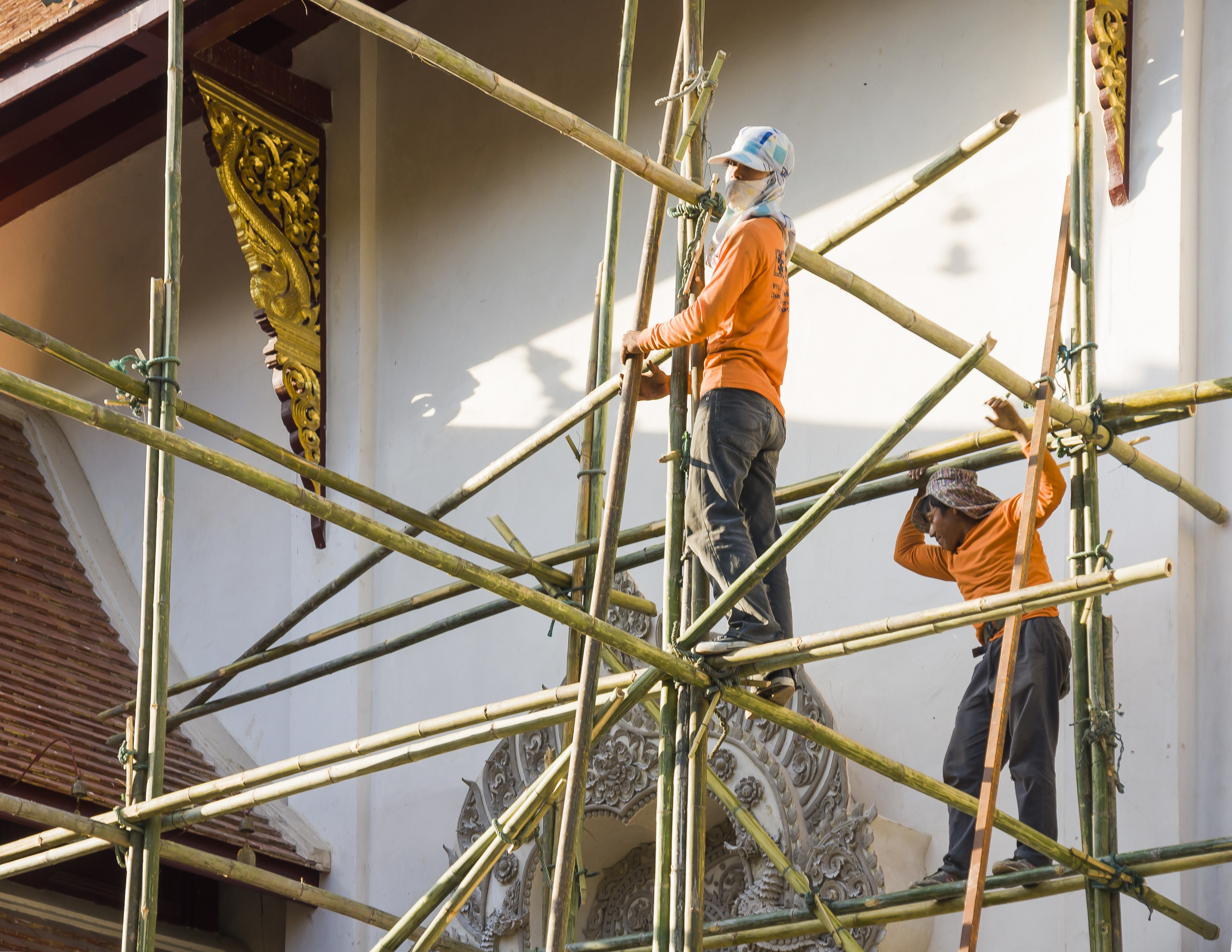
Échafaudage en bambou (Thaïlande).
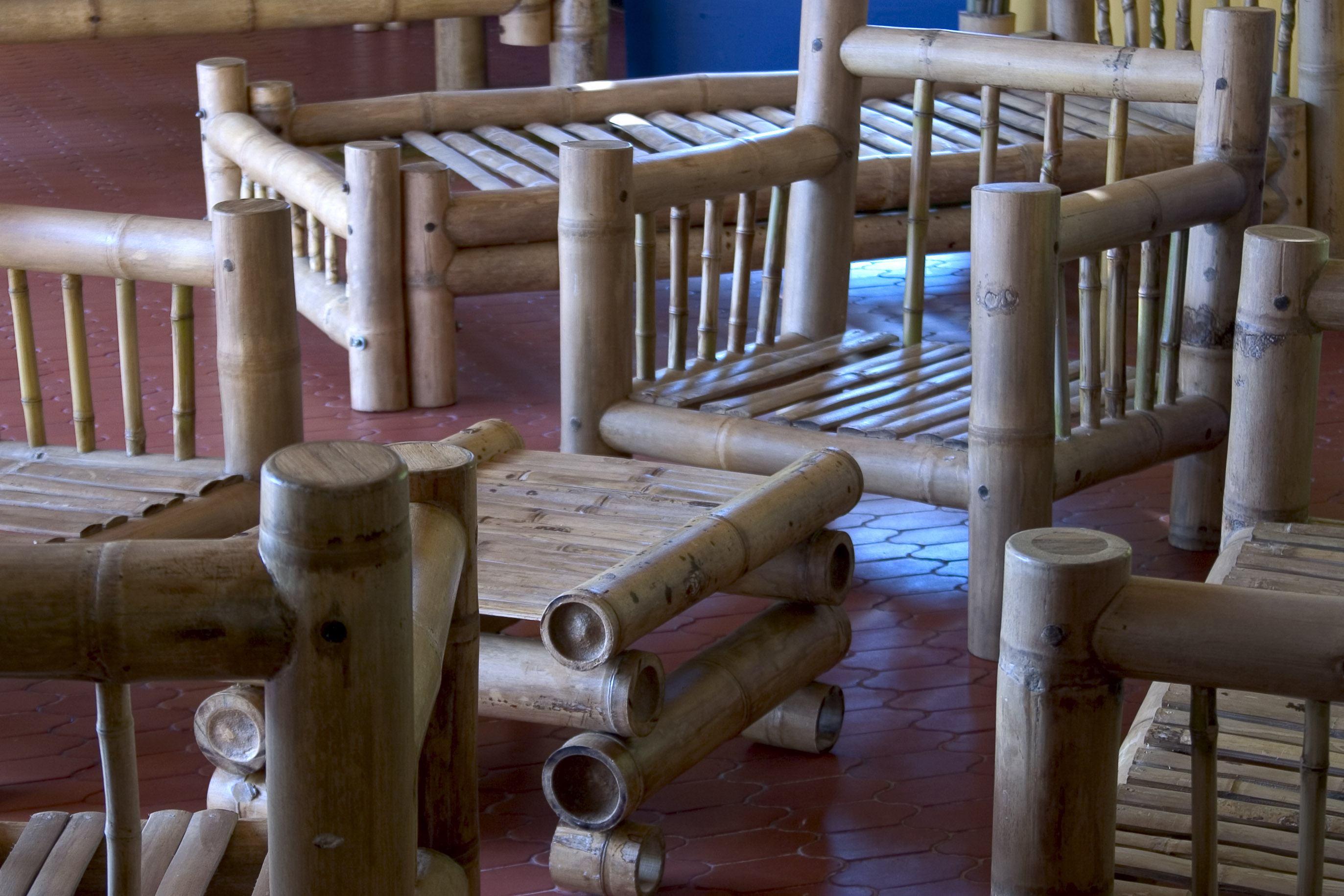
Meubles en guadua (Colombie).
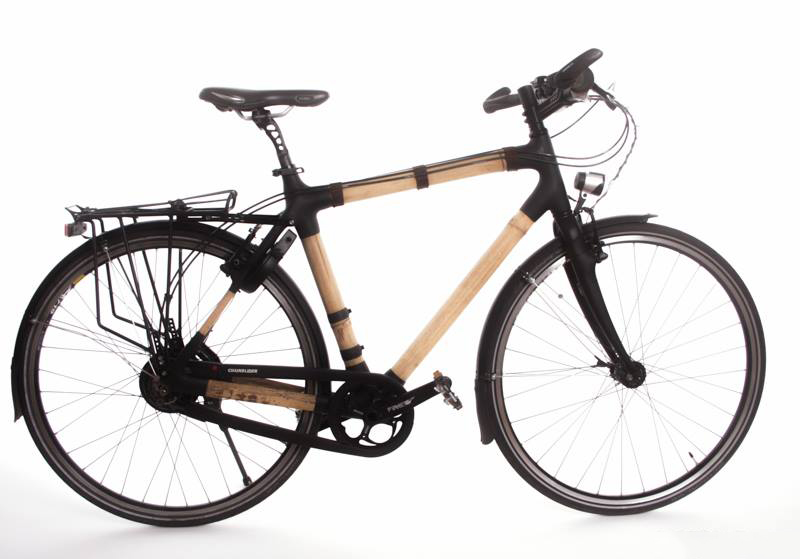
Vélo avec cadre en bambou.
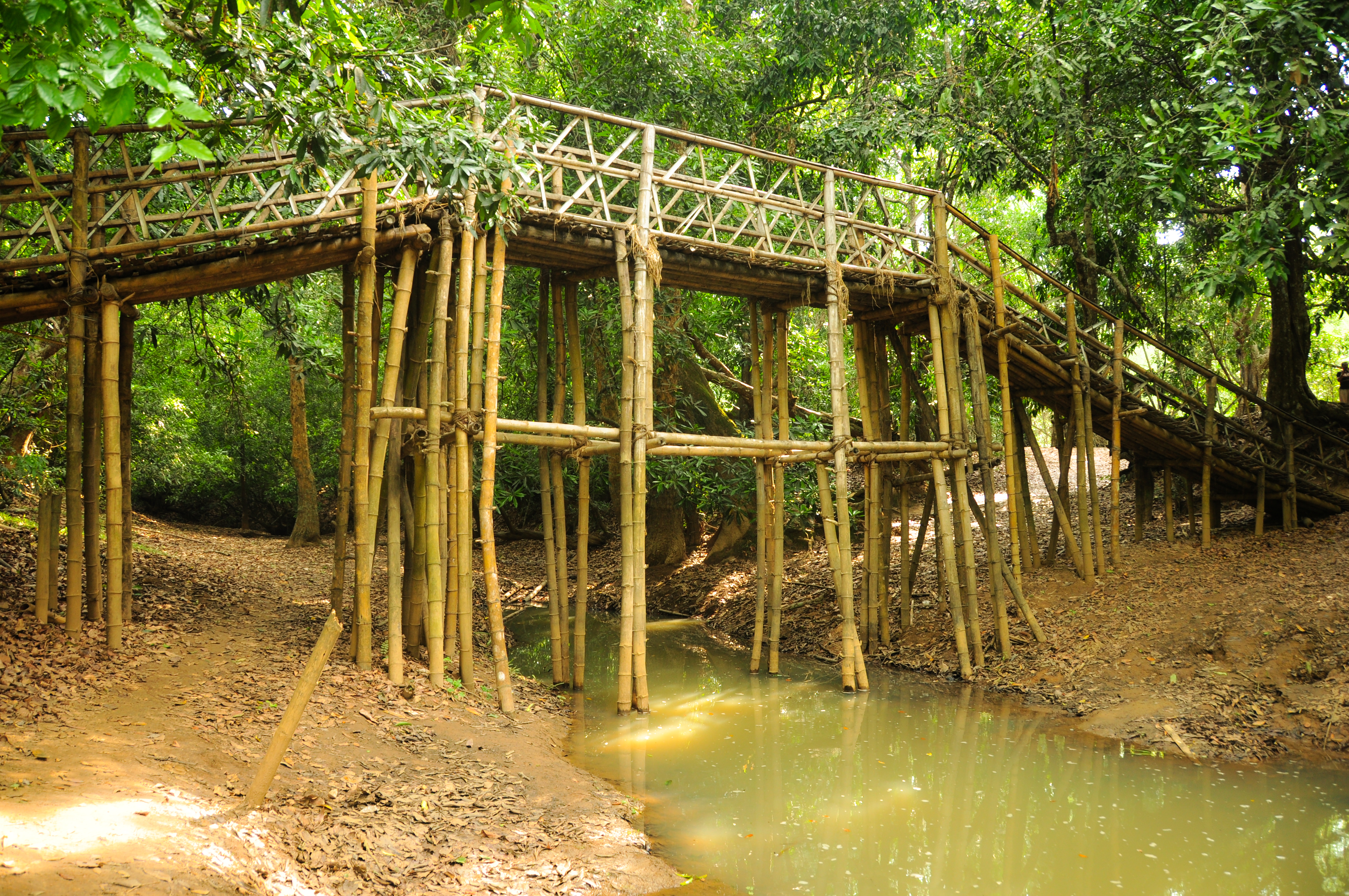
Pont de bambou, Kuruva (Inde).

## Introduction
Les chaumes de bambous sont utilisés principalement en tant que matériau pour la construction de maisons de taille moyenne et petite, de petits ponts, de moulins à eau et de petites centrales hydroélectriques. Dans le secteur du bâtiment, on les utilise comme ossature et trame des plafonds, même de taille considérable, et, dans certains cas (comme à Hong Kong), comme supports temporaires et échafaudages dans la phase de construction d'immeubles de plusieurs étages et même de gratte-ciel.
Dans le domaine de l'ameublement, les cannes de bambou sont généralement utilisées pour fabriquer des tables et des chaises très résistantes aux intempéries, dans des environnements très humides et pluvieux.
Leur apparence est caractéristique, difficile à dissimuler, et donne une touche orientale aux ambiances dans lesquelles on les place.
Transformé en pâte à papier, le bambou peut être utilisé pour fabriquer du  papier journal, du carton ou des fibres textiles et artificielles.

« Le bambou est l'or vert de l'homme pauvre : une personne peut s'asseoir dans une maison en bambou sous un toit en bambou, sur une chaise en bambou à une table faite du même bambou, un chapeau de bambou sur la tête et chaussé de sandales de bambou. En même temps, il peut tenir d'une main une assiette de bambou, et de l'autre des baguettes de bambou qui servent à manger des pousses de bambou. Après avoir consommé son déjeuner, cuisiné sur un foyer alimenté par la combustion de bambous, il peut essuyer la table avec un chiffon propre en fibres de bambou, tout en se rafraîchissant à l'aide d'un éventail en bambou, faire la sieste dans un lit sur un matelas et un oreiller, tous faits en bambou. À son réveil, il peut fumer dans une pipe en bambou et écrire avec un stylo de bambou sur du papier de bambou, puis porter au journal ses articles dans des paniers en bambou tenus avec une perche en bambou, protégés par un ombrelle en bambou. Il pourrait ensuite franchir un pont suspendu construit exclusivement en bambou, boire de l'eau potable à partir d'une canalisation en bambou et s'essuyer le visage avec un mouchoir obtenu avec des fibres de bambou. »

— A Yankee on the Yangtze, William Edgar Geil, 1904.
.

## Ressources
Le bambou est un substitut du bois. Il fait partie des produits forestiers non ligneux (PFNL).
Selon une estimation produite par la FAO et l'INBAR en 2005, les forêts de bambous couvrent environ 37 millions d'hectares dans le monde (soit 3,2 % de la surface totale des forêts), dont 23,6 en Asie, 2,8 en Afrique et 10,4 en Amérique latine.

## Distribution géographique

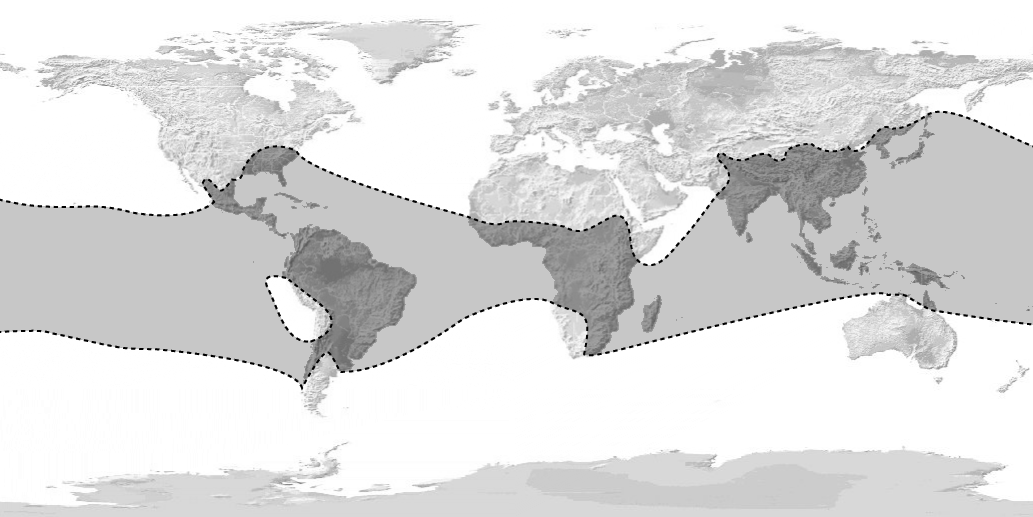
Distribution mondiale des bambous (sous-famille des Bambusoideae).

Les bambous croissent spontanément dans de nombreuses régions à climat chaud et tempéré d'Afrique, d'Asie, d'Amérique et d'Océanie, jusqu'à des altitudes moyenne en montagne. En Europe, on les cultive surtout dans des serres, sur des surfaces très limitées, principalement dans des jardins botaniques, parfois avec un apport de chauffage complémentaire, et avec d'autres moyens de protection tels que la plantation dans des jardins intérieurs aux bâtiments.
La diffusion des édifices et des produits en bambou coïncide avec les régions tropicales de l'Extrême-Orient, en Birmanie, Cambodge, nord-est de l'Inde, Indonésie, Laos, Thaïlande, Viêt Nam et sud de la Chine (province de Guangdong).
Les zones dans lesquelles on construit des bâtiments en bambou correspondent étroitement à celles où ces plantes poussent spontanément. Il s'agit de régions à climat tropical, subtropical et de montagne tropicale, caractérisés par une grande humidité et des pluies abondantes.

## Caractéristiques
- Comme les matières plastiques, le bambou peut être utilisé pour construire divers objets : sandales, chapeaux, peignes, etc. Il présente l'avantage par rapport au plastique de pouvoir être utilisé pour construire des meubles et pratiquement toutes les parties d'une maison : planchers, murs, plafonds, colonnes support, etc. Il résiste naturellement au soleil sans perdre sa couleur. Contrairement au plastique, sa production implique l'absorption, et non l'émission, de CO2. Il ne dépend pas de l'extraction du pétrole et est entièrement renouvelable.
- Des fragments et autres déchets de la transformation des bambous peuvent être utilisés comme combustible pour le chauffage, la cuisson, et pour fabriquer d'autres produits qui nécessitent la chaleur d'un four. Ils peuvent également être utilisés pour produire de la pâte à papier et des tissus.
- Le coût du bois de bambou est si faible que, parfois, le coût du bambou nécessaire pour construire une petite maison est inférieur au prix des fils métalliques et des clous utilisés pour fixer les chaumes (on estime que dans les pays subtropicaux d'Asie le coût total du métal et des clous nécessaires pour construire une cabane, est d'environ 20 dollars).
- La culture des bambous ne nécessite pas de produits phytosanitaires, ni d'herbicides. Il faut également peu d'engrais, parce que très souvent la croissance spontanée des plants de bambous se fait à proximité de marais, de rivières et de ruisseaux, où ils reçoivent beaucoup d'engrais naturels.
- Par rapport au bois traditionnel, les bambous ont de grands avantages énergétiques et économiques du fait de la faible consommation d'énergie nécessaire pour transformer le matériau bambou, qui n'a pas besoin d'être coupé (seulement à ses extrémités), ni peint (parfois même pas à couvrir une couche de laque), ni profilé, mais seulement mis en forme (avec de la vapeur pour donner une forme particulière sous tension). Si on le veut, le bambou peut être filé pour former des fils, et à partir de ceux-ci des cordes, des filets de pêche et des tissus, ou découpé en sections plates pour être transformé en panneaux, sans que cette transformation nécessite une grande consommation d'énergie.
- Le principal avantage des bambous est leur croissance rapide : celle -ci peut-être supérieure à un mètre par jour chez certaines espèces dans certaines régions du monde, et pendant les périodes les plus humides de l'année (comme celle de la mousson). Cette caractéristique présente un avantage supplémentaire, qui est d'absorber une grande quantité de dioxyde de carbone, ce qui contribue à réduire l'effet de serre.
- Le principal inconvénient dans les sites de culture est le problème de la floraison et fructification cyclique qui se produit à des intervalles de 28 à 50 ans, selon le lieu et l'espèce, ce qui implique la mort des plantes et la prolifération de rongeurs et d'autres animaux qui s'alimentent des fruits des bambous[8].

## Bambous comestibles

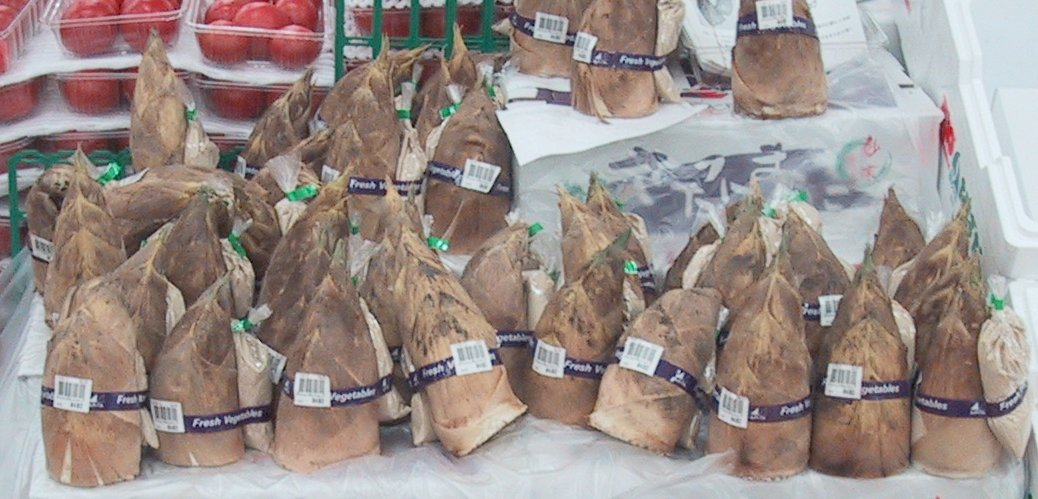
Pousses de bambous en vente dans un supermarché au Japon.

On estime à environ 100 à 200 le nombre d'espèces de bambous comestibles dont les pousses sont récoltées dans le monde. Ce sont notamment, :
- des bambous monopodiaux : Acidosasa edulis, Chimonobambusa quadrangularis, Phyllostachys edulis var. pubescens, Phyllostachys praecox, Phyllostachys dulcis, Phyllostachys iridescens, Phyllostachys makinoi, Phyllostachys nuda, Phyllostachys prominens, Phyllostachys sulphurea cv. viridis, Phyllostachys vivax, Pleioblastus amarus et Qiongzhuea tumidinoda,
- des bambous sympodiaux : Bambusa rigida, Bambusa pervariabilis, Dendrocalamus latiflorus, Dendrocalamus asper, Dendrocalamus brandisii, Dendrocalamus hamiltonii, Dendrocalamopsis oldhami, Dendrocalamus beecheyana, Dendrocalamus beecheyana var. pubescens, Dendrocalamus stenoaurita, Dendrocalamus vario-striata et Schizostachyum funghomii.

La consommation des pousses de bambous présente un risque du fait de leur teneur en glycosides cyanogènes (amygdaline). Les modes de préparation traditionnels (épluchage, trempage prolongé dans de l'eau claire et cuisson longue à température d'ébullition), permettent d'éliminer l'essentiel de ces substances et d'éviter la présence d'acide cyanhydrique dans les plats préparés.

### Commerce international
La consommation annuelle de pousses de bambous dans le monde dépasse les deux millions de tonnes (2008).
Les exportations mondiales de pousses de bambous (essentiellement sous forme de conserves) ont atteint en valeur 285,1 millions de dollars américains en 2014, soit 15,6 % des exportations totales de produits de bambou et rotin. Le principal exportateur est la Chine (242,7 millions, soit 85,1 % du total) suivi de l'Union européenne (24,1 millions, 8,5 %) et la Thaïlande (12 millions, 4,2 %).
Les trois premiers importateurs, représentant 91,3 % du total des importations (240,6 millions de dollars), sont le Japon (142,6 millions de dollars, 59,3 %), l'Union européenne (48,6 millions, 20,2 %) et les États-Unis (28,4 millions, 11,8 %).